# Вуж-рибалка водяний
Вуж-риба́лка водяни́й (Fowlea piscator) — вид неотруйних змій родини полозових (Colubridae). Інша назва «азійська водяна змія».

## Опис
Загальна довжина сягає 1,2 м. Має дуже сильний, міцний, м'язистий тулуб. Самиці трохи довші та масивніші за самців. Голова невелика, ледь помітно розширена в порівнянні з тулубом, морда конусоподібна. Забарвлення оливково-коричневе або оливково-зелене на спині й палеве або біле на череві. Численні світлі або темні плями на спині можуть утворювати характерний шаховий малюнок.

## Спосіб життя
Полюбляє місцини поблизу водойм. Веде напівводний спосіб життя, тримаючись рисових полів, ставків, канав, невеликих річок й озер. Це дуже швидка, енергійна та агресивна змія. Активна переважно вдень, але нерідко полює вночі. Харчується рибою, жабами, пуголовками. Підстерігає здобич, після чого затискає її «в лещата» своїми щелепами і, якщо жертва захоплена вдало, починає її повільно заковтувати. Один з найбільш агресивних видів вужів-рибалок, володіє блискавичною реакцією і на рідкість нетерпимим характером.
Це яйцекладна змія. Стає статевозрілою у 3 роки при довжині від 80 см. Самиця відкладає до 12 яєць.

## Розповсюдження
Мешкає на Шрі-Ланці, в Афганістані, Пакистані, Індії, на заході Малайзії, Китаї, В'єтнамі, на Тайвані та островах Суматра, Ява, Калімантан, Сулавесі (Індонезія).